# Гиоргадзе, Андрей Иосифович
Андрей Иосифович Гиоргадзе (3 мая 1905 года, село Аргвета, Шорапанский уезд, Кутаисская губерния, Российская империя — неизвестно, Грузинская ССР) — грузинский советский хозяйственный деятель, заведующий отделом сельского хозяйства Зестафонского района, Грузинская ССР. Герой Социалистического Труда (1949).

## Биография
Родился в 1905 году в крестьянской семье в селе Аргвета Шаропанского уезда. Получил высшее сельскохозяйственное образование. С января 1928 года проходил службу в Красной Армии. После военной службы трудился на различных административных и хозяйственных должностях в Зестафонском районе. После начала Великой Отечественной войны был призван в Красную Армию. Службу проходил в одной из учебной воинской части и запасном полку. После демобилизации в октябре 1945 года возвратился на родину, где был назначен заведующим отделом сельского хозяйства Зестфанского района.
Занимался развитием виноградарства в Зестафонском районе. Благодаря его деятельности виноградарские хозяйства Зестафонского района в 1948 году перевыполнили районный план по сбору винограда на 32,2 %. Указом Президиума Верховного Совета СССР от 9 августа 1949 года удостоена звания Героя Социалистического Труда за «получение высоких урожаев винограда на поливных виноградниках в 1948 году» с вручением ордена Ленина и золотой медали «Серп и Молот» (№ 4359).
Этим же Указом были награждены первый секретарь Зестафонского райкома партии Сергей Викторович Сакварелидзе, главный районный агроном Михаил Ираклиевич Церцвадзе и 27 тружеников различных виноградарских хозяйств Зестафонского района.
В последующие годы трудился в Зестафонском исполкоме, руководил агрономическим отделом Зестафонского района.
Дата его смерти не установлена.